# Wildewood
Wildewood est une census-designated place du comté de Saint Mary dans l'état du Maryland. Elle se situe dans le sud-ouest du comté à 11 km de Leonardtown, la préfecture du comté. Wildewood comptait 7 821 habitants lors du recensement de 2020.

## Démographie
La population de Wildewood est composé à 71,33 % de blanc selon le recensement américain de 2020 soit 5 579 individus. Les Afro-Américains compose 8,99 % de la population suivit par les Hispaniques et Latino qui représente 6,84% de la population.
La taux d’emploi de Wildewood est de 72,8 % en 2020. Wildewood est composé de 2658 ménages et le salaire médian est de 111 333 $ en 2020.
| Race/Origine ethnique           | Pop 2020 | % 2020 |
| ------------------------------- | -------- | ------ |
| Blanc                           | 5 579    | 71,33  |
| Noir et Afro-Américains         | 703      | 8,99   |
| Amérindien et Indigène d'Alaska | 17       | 0,22   |
| Asiatique                       | 456      | 5,83   |
| Insulaire Pacifique             | 6        | 0,08   |
| D'autre races                   | 43       | 0,55   |
| Race mixés/Multi-Race           | 482      | 6,16   |
| Hispaniques ou Latino           | 535      | 6,84   |

10,9 % des habitants de Wiledwood de plus de 5 ans parle une autre langue que l'Anglais selon le U.S Census bureau Quick Facts